# Saint-Sauveur-de-Peyre
Saint-Sauveur-de-Peyre là một xã ở tỉnh Lozère trong vùng Occitanie, phía nam nước Pháp.